# Ejnar Mikkelsen Fjeld
Ejnar Mikkelsen Fjeld är en nunatak i Grönland (Kungariket Danmark).   Den ligger i kommunen Sermersooq, i den sydöstra delen av Grönland, 1 100 km öster om huvudstaden Nuuk. Toppen på Ejnar Mikkelsen Fjeld är 2 700 meter över havet, eller 56 meter över den omgivande terrängen. Bredden vid basen är 0,36 km.
Terrängen runt Ejnar Mikkelsen Fjeld är bergig österut, men västerut är den kuperad.  Trakten runt Ejnar Mikkelsen Fjeld är nära nog obefolkad, med mindre än två invånare per kvadratkilometer. Det finns inga samhällen i närheten. Trakten runt Ejnar Mikkelsen Fjeld är permanent täckt av is och snö.